# انتفاضة جامعة أثينا التقنية
حدثت انتفاضة جامعة أثينا التقنية في نوفمبر عام 1973، وكانت تظاهرة طلابية ضخمة تُعبّر عن الرفض الشعبي للنظام العسكري اليوناني الذي حكم البلاد من 1967 إلى 1974. بدأت الانتفاضة في 14 نوفمبر 1973، وتصاعدت إلى ثورة علنية ضد الحكم العسكري، وانتهت بسفك الدماء في ساعات الصباح الباكر من يوم 17 نوفمبر، بعد سلسلة من الأحداث بدأت باقتحام دبابة لبوابة جامعة أثيناالتقنية.
يُعتقد أن نحو 40 شخصًا قُتلوا على يد الجيش اليوناني في ذلك اليوم، وأُصيب أكثر من 2,000 آخرين. وتُعدّ هذه الحادثة أولى حلقات سلسلة من الأزمات السياسية التي أدّت في نهاية المطاف إلى سقوط النظام العسكري في صيف عام 1974، بعد بضعة أشهر فقط.
كان للانتفاضة تأثير دائم على السياسة اليونانية؛ فقد شكلت قطيعة بين الشباب اليوناني والأحزاب اليسارية التقليدية (كالحزب الشيوعي اليوناني)، كما شهدت بداية إحياء الحركة الأناركية في اليونان. وقد أدّى القمع الذي تعرض له الطلاب إلى نشوء التنظيم الإرهابي المعروف باسم "17 نوفمبر".

## خلفية الأحداث
جاء أول تحرك جماهيري كبير ضد الطغمة العسكرية اليونانية من الطلاب في 21 فبراير 1973، حين أضرب طلاب كلية الحقوق ومجموعة من الأناركيين وتحصنوا داخل مباني كلية الحقوق بجامعة أثينا في وسط العاصمة، مطالبين بإلغاء القانون الذي يفرض التجنيد الإجباري بالقوة.
كانت حركة طلابية مناهضة للديكتاتورية تتنامى بين الشباب، وردّت الشرطة باستخدام أساليب قمعية وتعذيب لمواجهتهم باعتبارهم تهديداً.

## انتفاضة نوفمبر
في 14 نوفمبر 1973، بدأ طلاب جامعة أثيناالتقنية، الذين تأثروا بدوائر الأناركيين اليونانيين الناشئة، إضرابًا وبدأوا في الاحتجاج ضد الطغمة العسكرية (نظام العقيد). وبينما كانت السلطات تراقب دون تدخل، أطلق الطلاب على أنفسهم اسم "الأحرار المحاصرون" (باليونانية: Ελεύθεροι Πολιορκημένοι)، في إشارة إلى قصيدة للشاعر اليوناني ديونيسيوس سولوموس، المستوحاة من حصار العثمانيين لمدينة ميسولونغي.
وكان شعارهم الرئيسي في التظاهرات:
خبز – تعليم – حرية!
(باليونانية: بسومي – بيديا – إليفثيريا)
وقد تشكلت جمعية عامة بشكل عفوي، وقررت احتلال مباني المعهد. وكانت الجماعة الأناركية التي تشكلت حديثًا في الجامعة، خصوصًا بفضل نشاطات خريستوس كونستانتينيديس ونيكوس باليس، في قلب هذا الحراك. وكان لكونستانتينيديس دور محوري في تمديد الاحتلال إلى ليلة اليوم الأول، ما جعل الحركة تستمر على المدى الطويل.
وقد تبنّى المشاركون في الجمعية العامة بتاريخ 14 نوفمبر القرار التالي:
تدعو الجمعية المستقلة للعمال الموجودة داخل مباني الجامعة التقنية العمال إلى احتلال مواقع الإنتاج وتشكيل لجان في المصانع والإضرابات، بهدف نهائي هو إنشاء مجالس عمالية. ويتمثل الحد الأدنى من برنامج هذه المجالس العمالية في تدمير نظام العمل المأجور، والدولة، والرأسمالية، والسياسة.
وقد سارعت الجماعة الأناركية التي قادت الانتفاضة إلى كتابة الشعارات على جدران الجامعة ووضعت لافتتها على المدخل، إلى أن أزالها نشطاء شيوعيون لم يكونوا مؤيدين للحركة.
وعلى النقيض، فإن حزبين طلابيين رئيسيين، وهما حزب اتحاد الطلاب الوطنيين الماركسي المؤيد للسوفييت، ومنظمة ريغاس، لم يؤيدا الحركة. وشُكلت "لجنة التنسيق للاحتلال"، لكنها كانت تملك سيطرة ضعيفة على مجريات الانتفاضة.
وقد وصفت رابطة الشبيبة الشيوعية اليونانية الأناركيين بأنهم "مُحرِّضون"، لأن شعاراتهم لم تكن مرتبطة مباشرة بمطالب الطلاب، بل تضمنت دعوات إلى الحرية الجنسية، والثورة الاجتماعية، وتفكيك الدولة.
وكان الارتباط بحركة مايو الفرنسية عام 1968 واضحًا.
تجمّعت الشرطة خارج المبنى لكنها لم تتمكن من اقتحامه.
وخلال اليوم الثاني من الاعتصام (والذي يُشار إليه غالبًا بـ"يوم الاحتفال")، تدفق آلاف الأشخاص من أثينا لدعم الطلاب. وقد ركبوا جهاز إرسال إذاعي باستخدام معدات من المختبر، مما أتاح للمعتصمين تشغيل محطة إذاعية قرصنية، بثّوا من خلالها نداءات للتضامن وتقديم المساعدة.
وقد قامت ماريا داماناكي، التي كانت آنذاك طالبة وعضوة في اتحاد الطلاب الوطنيين، بنشر الشعار الشهير: "خبز - تعليم - حرية".
وكانت مطالب الاعتصام مناهضة للإمبريالية ومعادية لحلف الناتو. أما الجهات الأخرى التي انضمت إلى احتجاجات الطلاب فشملت عمال البناء (الذين أنشأوا لجنة موازية بجوار لجنة التنسيق المركزية)، وبعض الفلاحين من ميغارا، الذين تزامنت احتجاجاتهم في أثينا مع تلك الأيام.
في يوم الجمعة، 16 نوفمبر، أعلنت لجنة التنسيق المركزية أن الطلاب يهدفون إلى إسقاط الحكم العسكري. وخلال فترة بعد الظهر، اندلعت مظاهرات وهجمات على الوزارات المجاورة. أُغلقت الطرق الرئيسية، واندلعت الحرائق، وألقيت زجاجات المولوتوف لأول مرة في أثينا.
تحصن الطلاب داخل مبنى الجامعةالتقنية وكانوا يبثون بشكل متكرر عبر أثير أثينا:
"هنا الجامعة التقنية! هنا الجامعة التقنية! يا شعب اليونان، إن الجامعة التقنية هي حاملة راية نضالنا ونضالكم، نضالنا المشترك ضد الديكتاتورية ومن أجل الديمقراطية!"
في الساعات الأولى من صباح 17 نوفمبر 1973، أرسلت الحكومة الانتقالية دبابة من طراز AMX-30 اقتحمت بوابة الجامعة التقنية بأثينا. وبعد ذلك بوقت قصير، أُوكل إلى سبيروس ماركيزينيس مهمة مطالبة يورغوس بابادوبولوس بإعادة فرض الأحكام العرفية.
وأعلنت تحقيقات رسمية أُجريت بعد سقوط النظام العسكري أن أياً من طلاب الجامعة الوطنية لم يُقتل داخل الحرم الجامعي خلال الحادثة. ومع ذلك، قُتل 24 مدنياً خارج الحرم الجامعي، من بينهم الشاب البالغ من العمر 19 عاماً ميخائيل ميرويانيس، والذي يُقال إنه قُتل برصاص الضابط نيكولاوس ديرتيلس، وطالبا الثانوية ديومايدس كومنينوس وألكسندروس سبارتيديس من مدرسة "ليسيه ليونان"، بالإضافة إلى طفل يبلغ من العمر خمس سنوات كان ضمن تبادل إطلاق النار في ضاحية زوغرافو.
وتوثق سجلات المحاكمات التي أُجريت بعد انهيار النظام العسكري مقتل العديد من المدنيين خلال الانتفاضة. ورغم أن عدد القتلى لم يكن موضع خلاف من قبل الأبحاث التاريخية، فإنه لا يزال مثار جدل سياسي. كما أُصيب مئات المدنيين خلال تلك الأحداث.
تُقام مسيرة سنوية لإحياء ذكرى الانتفاضة، تبدأ بالقرب من أراضي الجامعة التقنية.
في عام 1980، قتلت الشرطة شخصين خلال محاولتها منع المتظاهرين من المرور أمام السفارة الأمريكية في أثينا، وهي نقطة النهاية التقليدية للمسيرة، وذلك احتجاجًا على دور وكالة الاستخبارات المركزية الأمريكية في دعم الانقلاب.
وقد سُمّيت المنظمة اليسارية المتطرفة، التي لم تعد موجودة الآن، "المنظمة الثورية 17 نوفمبر" نسبةً إلى آخر يوم من انتفاضة الجامعة التقنية. وبعد الانتقال إلى الديمقراطية، حاول كبير منفذي الاغتيالات في الجماعة، ديميتريس كوفونتيناس، اغتيال شخصيات مرتبطة بالنظام العسكري، كما عنون مذكراته - التي تُعد أيضًا بيانًا سياسيًا - بـ "وُلدتُ في 17 نوفمبر" (باليونانية: Γεννήθηκα 17 Νοέμβρη).
وكان لنضال الطلاب تأثير دائم على حركة الأناركية في اليونان. فقد مثّل هذا الحدث بداية لبعث الفكر الأناركي في البلاد، وساهم في دمقرطة التوجهات الأناركية داخل اليونان. كما شكّل أيضًا قطيعة بين شباب اليونان والأحزاب اليسارية التقليدية في ذلك الوقت، مثل الحزب الشيوعي اليوناني.